# Sahaja yoga
Sahaja Yoga, är en meditationsform skapad av Shri Mataji Nirmala Devi år 1970. Enligt anhängarna grundar den sig på en direkt upplevelse av det inre självet som också kan kallas självupplysning eller Moksha.
Sahaja Yoga utövas i mer än 100 länder.